# Chris Smith (basket-ball, 1939)
Ne doit pas être confondu avec Chris Smith (basket-ball, 1970) ou Chris Smith (basket-ball, 1987).
Pour les articles homonymes, voir Chris Smith et Smith.
Chris Smith, né le 31 mars 1939, à Charles Town, en Virginie-Occidentale, est un ancien joueur américain de basket-ball. Il évolue au poste de pivot. 